# Pri Cerkvi-Struge
Pri Cerkvi-Struge (Duits: Kirchberg-Struge) is een plaats in Slovenië en maakt deel uit van de gemeente Dobrepolje in de NUTS-3-regio Osrednjeslovenska.

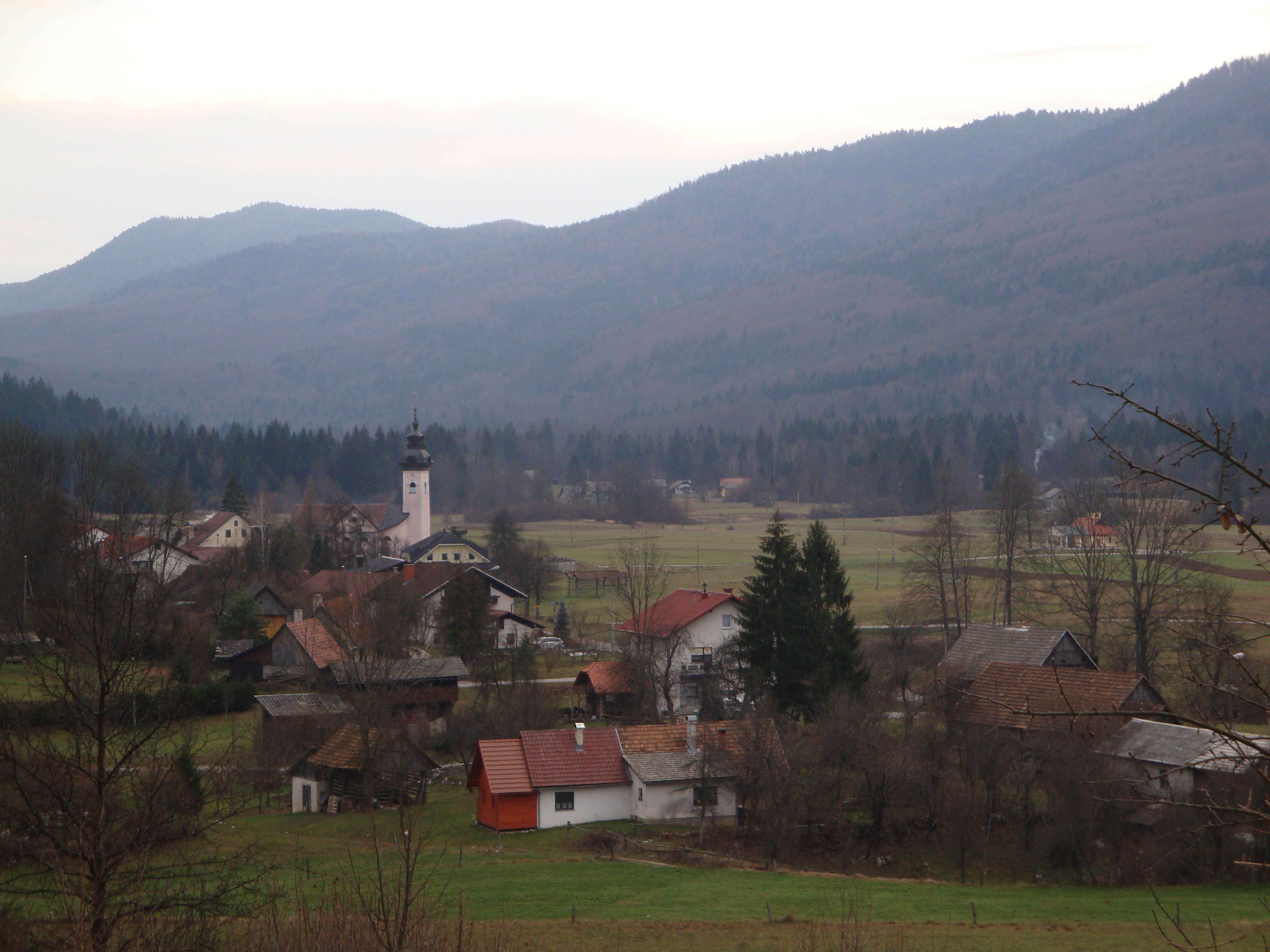
Pri Cerkvi-Struge
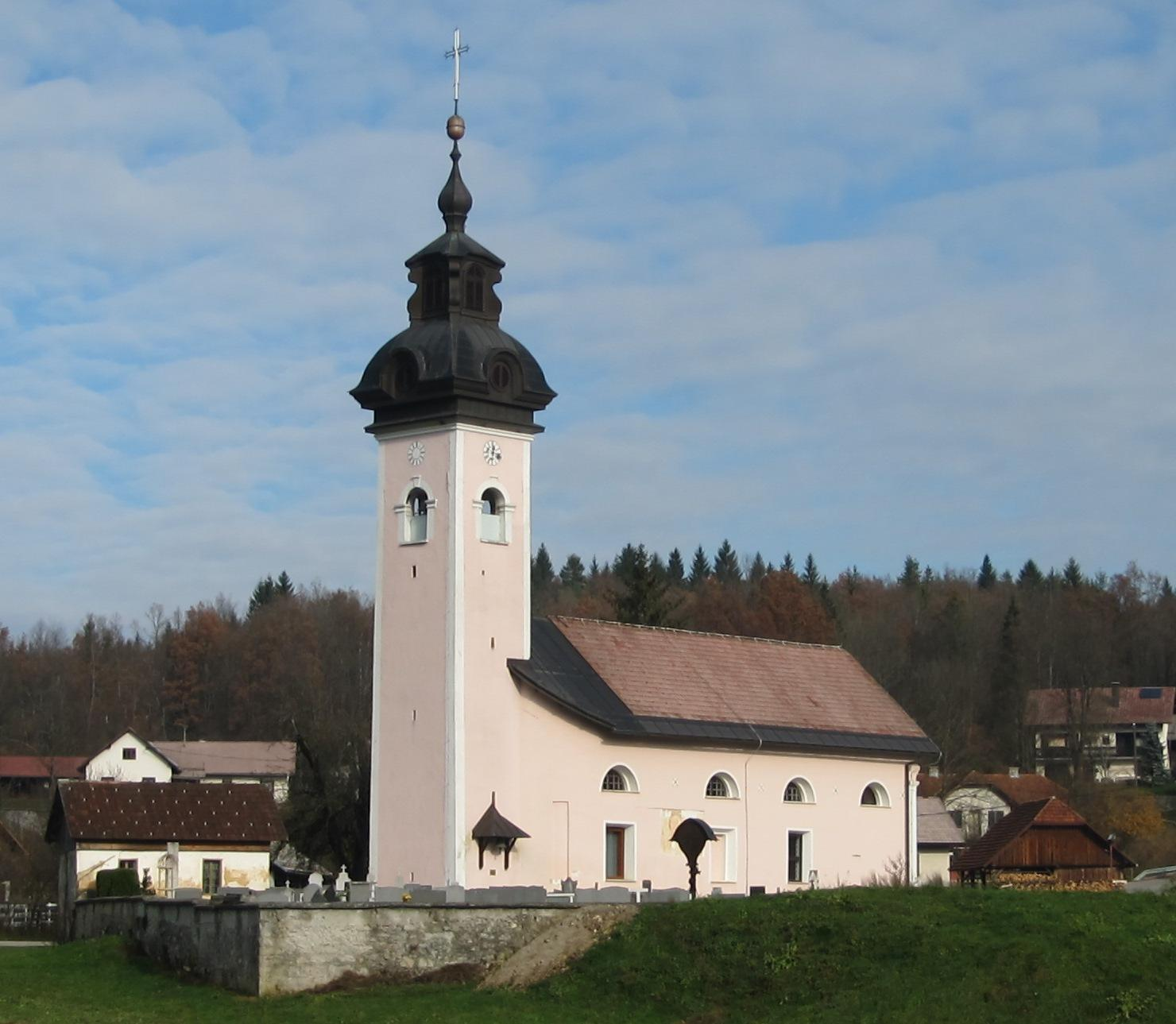
Kerk in Pri Cerkvi-Struge